# Rahm Emanuel
Rahm Israel Emanuel (ur. 29 listopada 1959 w Chicago) – amerykański polityk i dyplomata pochodzenia żydowskiego, członek Partii Demokratycznej.

## Życiorys
W latach 2003–2009 był przedstawicielem piątego okręgu wyborczego w stanie Illinois w Izbie Reprezentantów Stanów Zjednoczonych. Został również wybrany na kolejną kadencję w wyborach do Kongresu w 2008 roku, jednak 6 listopada 2008 prezydent elekt Stanów Zjednoczonych Barack Obama nominował go na stanowisko szefa personelu Białego Domu w swoim przyszłym gabinecie.
Gdy w sierpniu 2010 roku Richard M. Daley ogłosił, że nie będzie brał udziału w wyborach na burmistrza Chicago w 2011 roku, Emanuel zrezygnował z pracy w administracji prezydenckiej i zaczął ubiegać się o to stanowisko. W wyborach, które odbyły się 22 lutego 2011 roku, uzyskał 55% głosów. 16 maja 2011 roku został zaprzysiężony jako 55. burmistrz Chicago. Uzyskał reelekcję w wyborach w 2015 roku, w 2019 roku nie ubiegał się o reelekcję.
W 2020 roku rozważana była jego nominacja na stanowisko sekretarza transportu w gabinecie Joego Bidena. W grudniu 2021 roku jego nominacja na ambasadora Stanów Zjednoczonych w Japonii została zatwierdzona przez Senat Stanów Zjednoczonych. Stanowisko ambasadora objął w marcu 2022 roku, funkcję pełnił do stycznia 2025 roku.
Jego poglądy określane są jako ultrasyjonistyczne.

## Życie prywatne
W 1994 roku wziął ślub z Amy Merritt Rule. Jego żona niedługo przed ślubem przeszła na judaizm. Mają trójkę dzieci.

## Odznaczenia
25 września 2007 prezydent RP Lech Kaczyński odznaczył Rahma Emanuela Krzyżem Oficerskim Orderu Zasługi Rzeczypospolitej Polskiej za zasługi w rozwoju współpracy polsko-amerykańskiej.